# Autocar (Fahrzeugmarke)

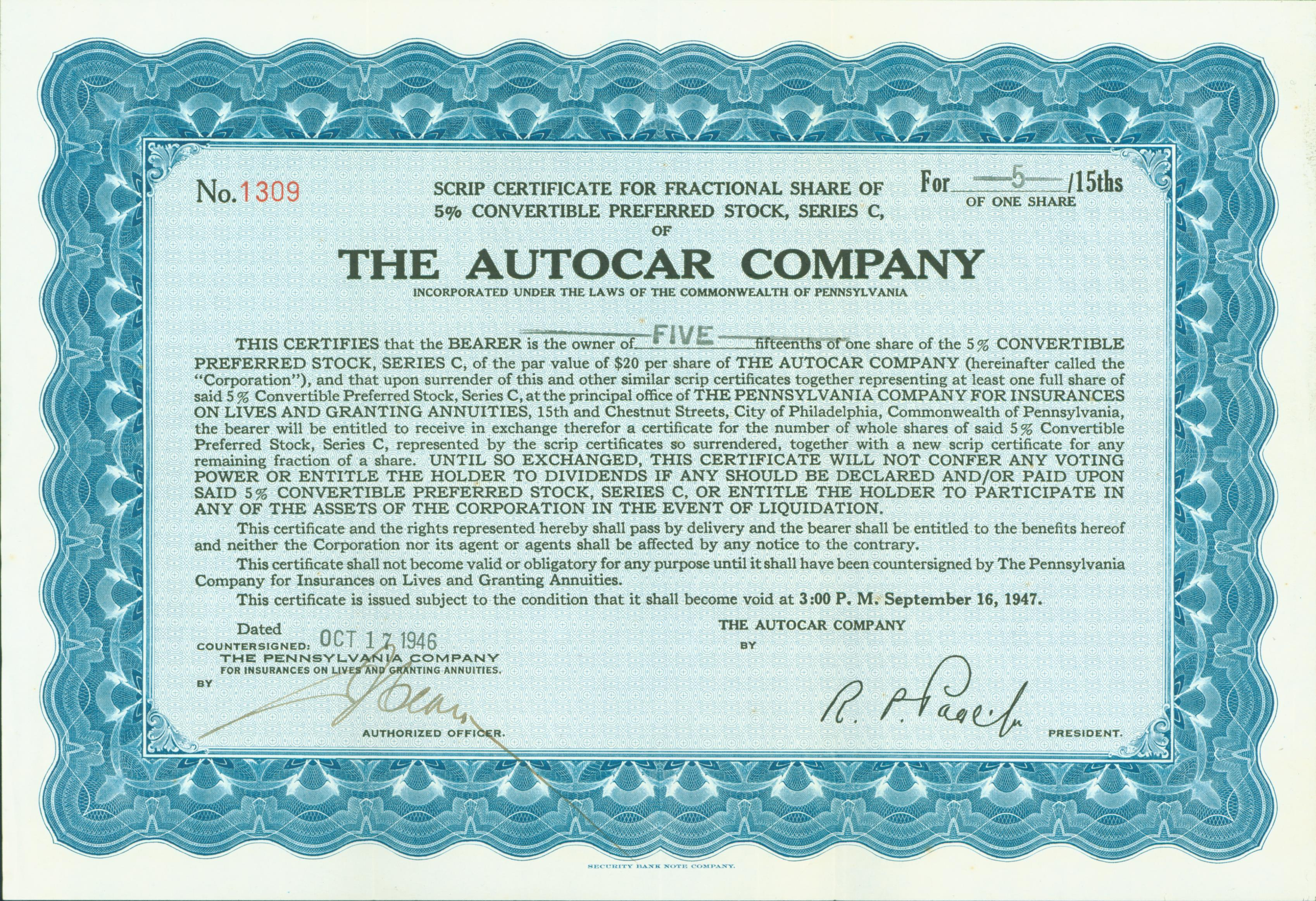
Script Certificate der Autocar Company vom 17. Oktober 1946

Autocar von 1903

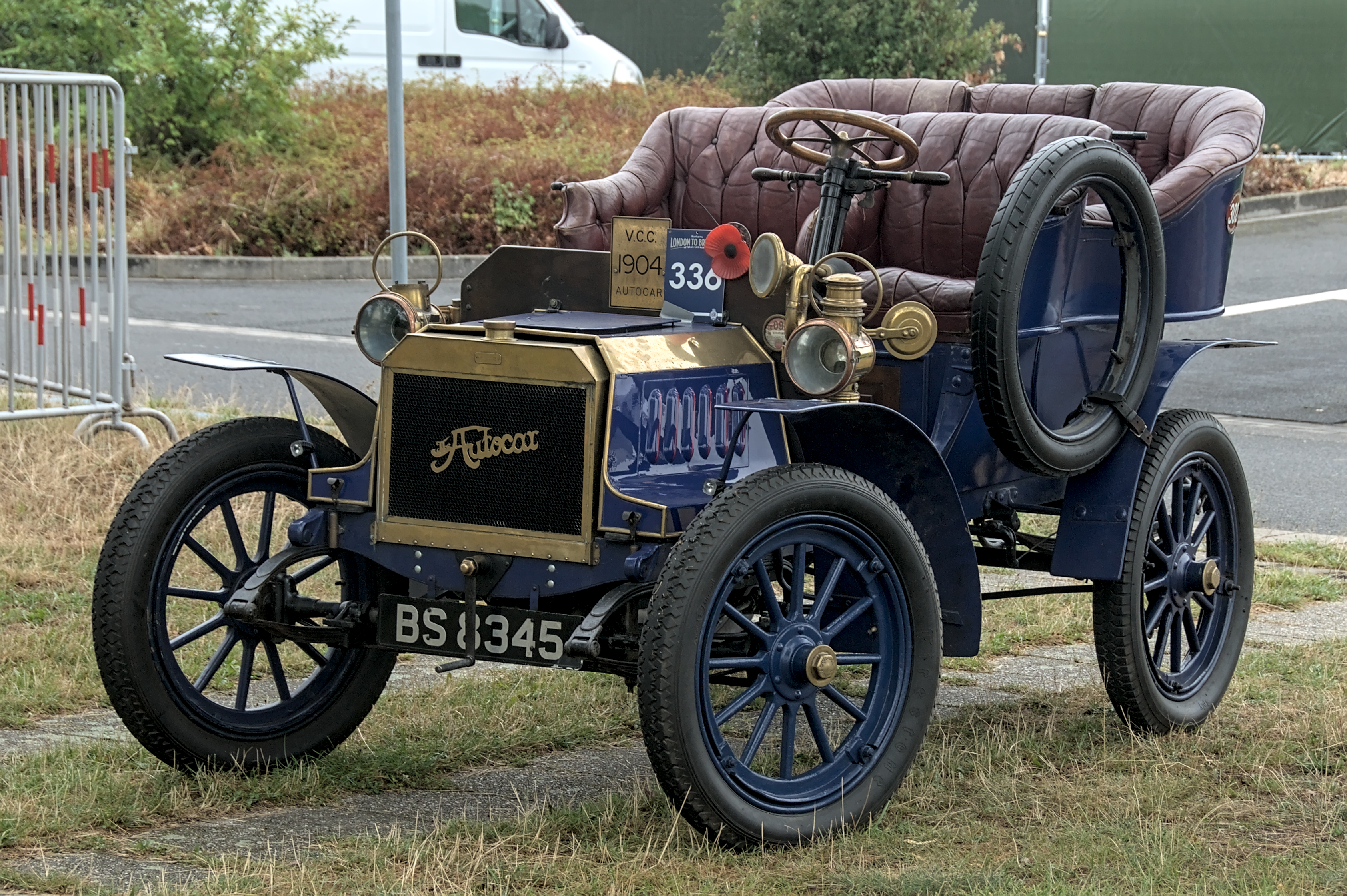
Autocar von 1904

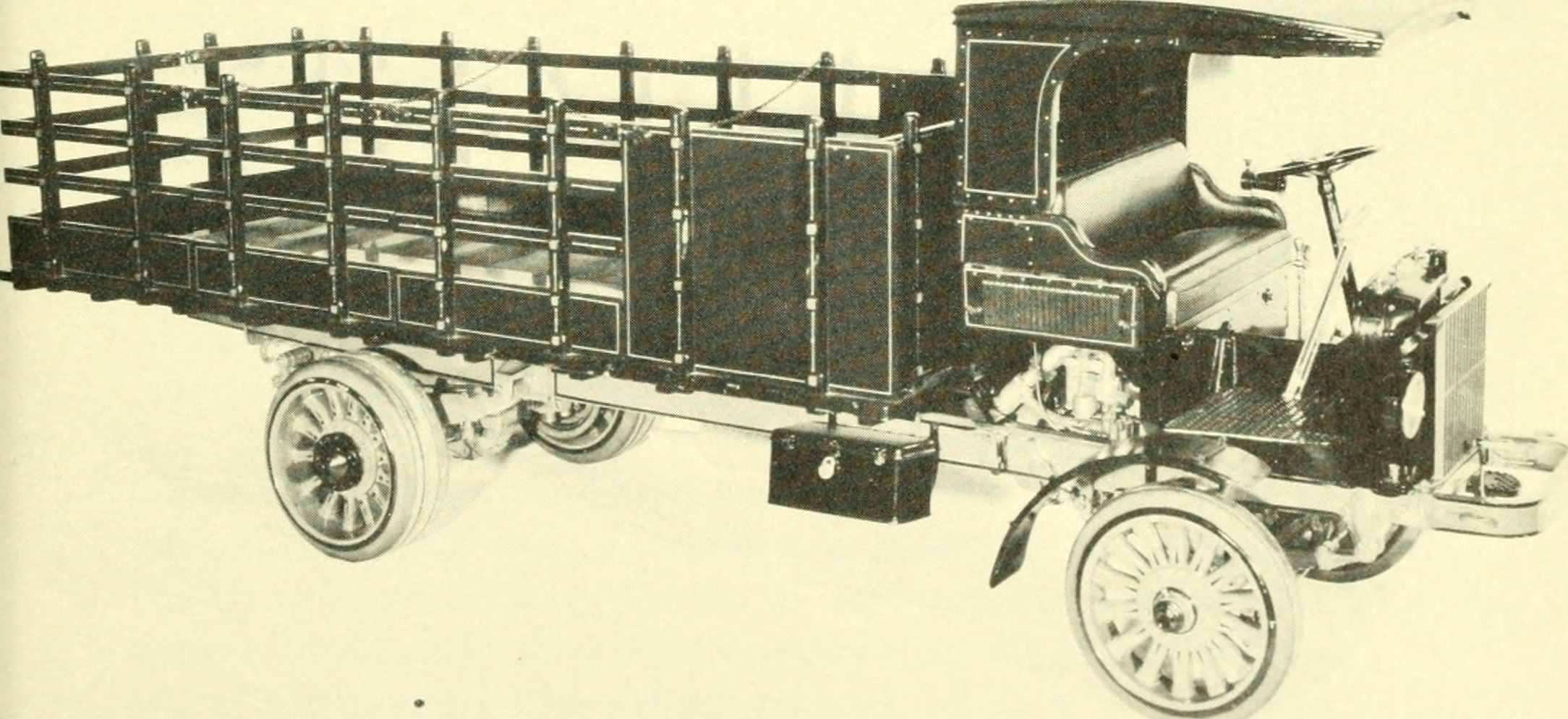
Lkw von Autocar

Autocar ist eine US-amerikanische Marke für Kraftfahrzeuge.

## Markengeschichte

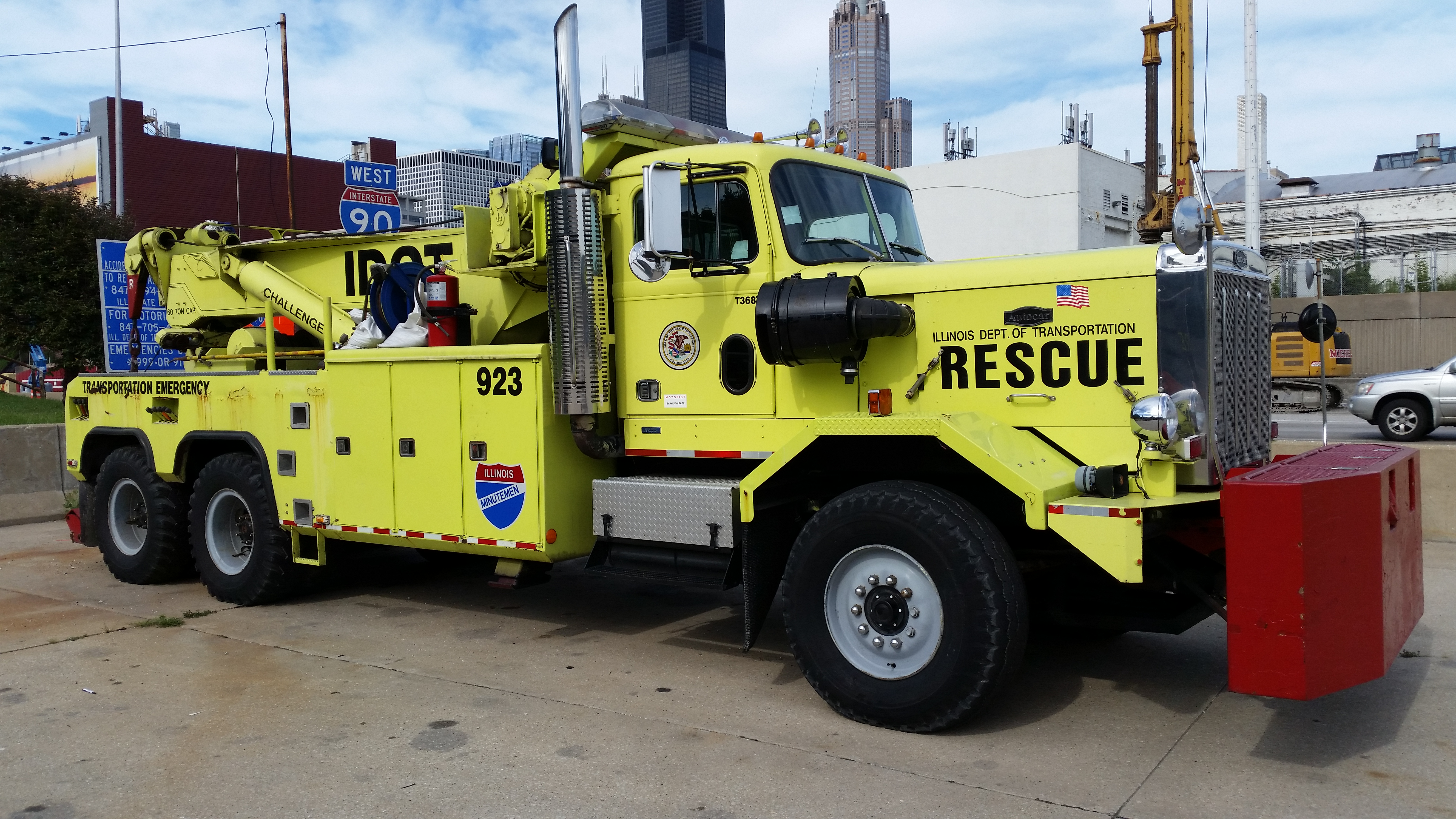
1987 Autocar DK-64 Abschleppwagen mit 60 shortton-Bergekran

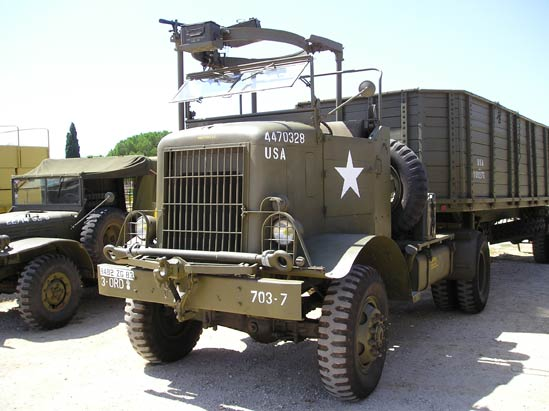
Autocar U-7144-T

Lewis S. Clark, der ab 1897 in der Pittsburgh Motor Vehicle Company Automobile herstellte, gründete im April 1900 The Autocar Company. Der Sitz war in Ardmore in Pennsylvania. 1900 oder 1901 begann die Produktion von Automobilen, der Markenname lautete Autocar. Im Jahr 1907 kamen Nutzfahrzeuge dazu, 1912 endete die Personenkraftwagen-Produktion. Die Lkw-Produktion wurde fortgeführt.
1953 übernahm White Motor Company das Unternehmen und gliederte es als Autocar Division, White Motor Company in ihren Konzern ein. 1981 wurde White von Volvo übernommen. 1987 war das letzte Jahr, in dem das 1950 eingeführte Fahrerhaus verbaut wurde. 1997 wurde das 100-jährige Jubiläum gefeiert, aber 2000 stellte Volvo die Marke Autocar ein.

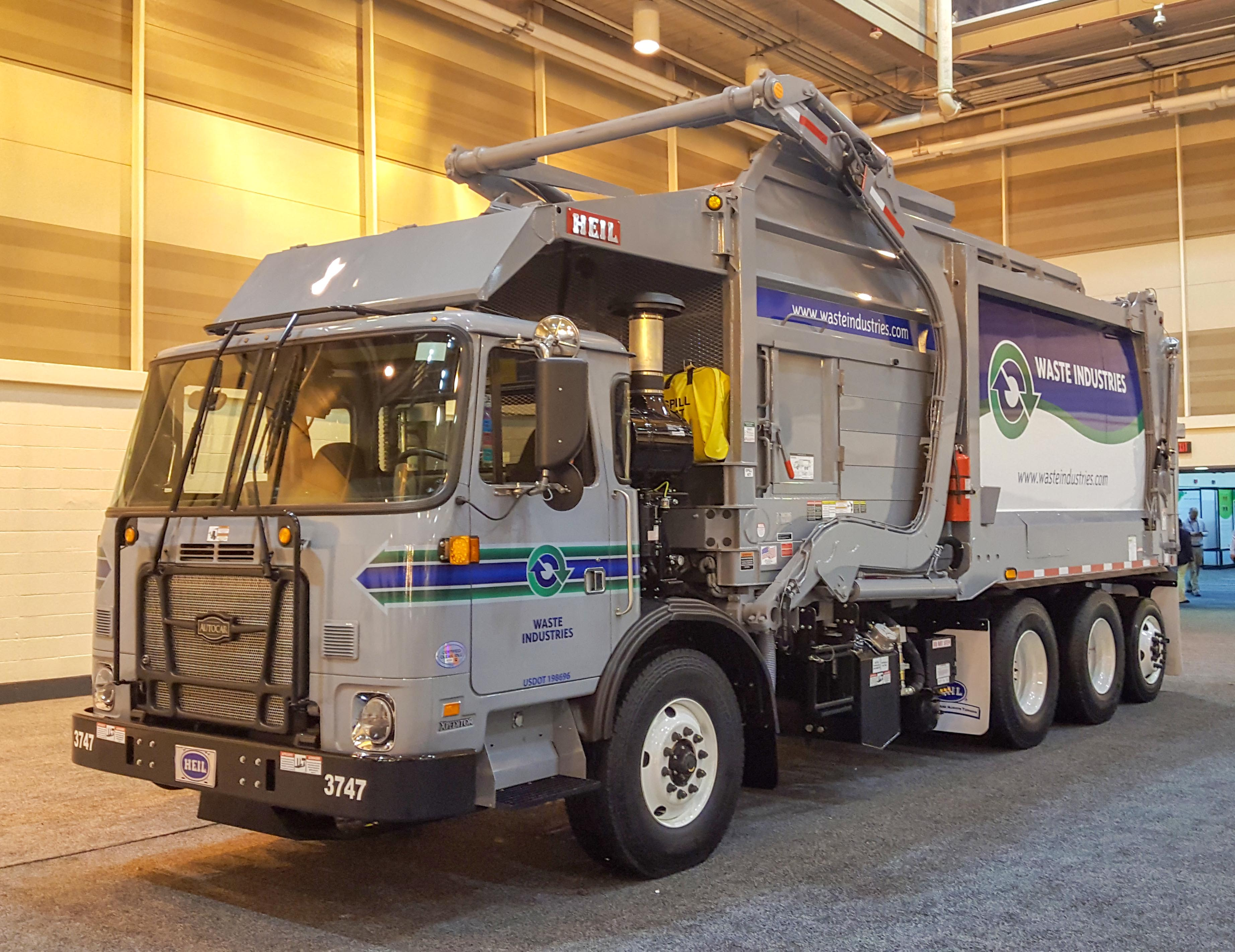
2017 Autocar Xpeditor (ACX) Müll-LKW

Volvo verkaufte die Marke Autocar 2001 inklusive des Modells Xpeditor an GVW Group LLC. Seit 2003 produziert Autocar LLC in Hagerstown, Indiana Service-LKWs.

## Fahrzeuge

### Pkw
Die Pkw erhielten als Modellbezeichnung Type und eine Zahl zwischen 5 und 25, in römischen Ziffern geschrieben, wobei es Lücken gab. Für 1909 ist das Modellangebot nicht bekannt.
Der Type V (römisch für 5) von 1901 war das erste Modell. Es hatte einen Zweizylindermotor mit 6 PS Leistung. Zur Wahl standen Runabout und Phaeton.
Der Type VI (römisch für 6) von 1902 hatte einen etwas stärkeren Zweizylindermotor mit 8,5 PS. Er war als Runabout, Canopy Runabout und Dos-à-dos erhältlich.
1903 folgte der Type VII (römisch für 7). Hier leistete der Zweizylindermotor 10 PS. Genannt ist ein Tonneau.
Den Type VIII (römisch für 8) gab es 1904 und 1905. Sein Zweizylindermotor ist im ersten Jahr mit 12/14 PS und im zweiten Jahr mit 12 PS angegeben. Das Fahrgestell hatte 193 cm Radstand. Erhältlich was das Modell ebenfalls als Tonneau.
Der Type X (römisch für 10) stand von 1904 bis 1906 im Sortiment. Für seinen Zweizylindermotor sind zunächst 10/12 PS und im dritten Jahr 12 PS übermittelt. Der Radstand betrug zunächst 178 cm und 1906 193 cm. Einzige Karosserieform war ein Runabout.
Das erste Modell mit einem Vierzylindermotor war der Type XI (römisch für 11) von 1905. Sein Motor ist mit 16/20 PS angegeben. Der Radstand betrug 244 cm. Er wurde als Tonneau mit seitlichem Einstieg karosseriert.
Den ersten Type XII (römisch für 12) gab es von 1906 bis 1907. Er hatte einen Vierzylindermotor mit 24 PS Leistung und ein Fahrgestell mit 254 cm Radstand. Im ersten Jahr gab es ihn als Tourenwagen und Limousine, im zweiten Jahr als Limousine und Landaulet.
Der zweite Type XII von 1908 war das einzige Modell mit einem Sechszylindermotor. Er leistete 60 PS. Das Fahrgestell hatte 325 cm Radstand. Überliefert sind 10- und 16-sitzige Limousinen.
Der Type XIV (römisch für 14) von 1907 und 1908 hatte einen Vierzylindermotor mit 30 PS. Im ersten Jahr gab es nur einen Tourenwagen mit 277 cm Radstand. Im Folgejahr wurde der Radstand auf 284 cm verlängert. Nun waren Tourenwagen, Limousine und Roadster erhältlich.
Den Type XV (römisch für 15) gab es 1907 als Runabout und 1908 als Roadster. Sein Zweizylindermotor leistete 12 PS. Der Radstand betrug 204 cm.
Der Type XXII (römisch für 22) war das einzige Modell von 1910. Er war als Vierzylindermodell mit 26/30 PS und 259 cm Radstand angegeben. Er war als Tourenwagen erhältlich.
1911 folgte der Type XXIV (römisch für 24). Er hatte ebenfalls einen Vierzylindermotor, aber 30 PS Leistung. Auf 297 cm Radstand standen Tourenwagen und viertüriger Tourenwagen im Angebot.
Das letzte Modell Type XXIV-B von 1912 entsprach dem Vorjahresmodell.

### Lastkraftwagen
Bereits das erste Modell war ein Frontlenker. Ein Zweizylinder-Boxermotor war unter dem Fahrersitz montiert. 1911 folgten Modelle mit Vierzylindermotor und bis zu 5 Tonnen Nutzlast. 1929 kamen Sechszylindermotoren und 1935 Dieselmotoren von Waukesha Engines dazu.
Während des Zweiten Weltkrieges war Autocar ein bedeutender Lieferant für militärische Nutzfahrzeuge. Verschiedene Sattelschlepper Modelle, spezielle Fahrzeuge für die US Air Force und die US Navy, sowie auch Panzerspähwagen M3 (Halbkettenfahrzeug) (White M3) wurden bei Autocar produziert.

## Pkw-Modellübersicht
| Jahr | Modell      | Zylinder | Leistung (PS) | Radstand (cm) | Aufbau                               |
| ---- | ----------- | -------- | ------------- | ------------- | ------------------------------------ |
| 1901 | Type V      | 2        | 6             |               | Runabout, Phaeton                    |
| 1902 | Type VI     | 2        | 8,5           |               | Runabout, Canopy Runabout, Dos-à-Dos |
| 1903 | Type VII    | 2        | 10            |               | Tonneau                              |
| 1904 | Type VIII   | 2        | 12/14         | 193           | Tonneau                              |
| 1904 | Type X      | 2        | 10/12         | 178           | Runabout                             |
| 1905 | Type VIII   | 2        | 12            | 193           | Tonneau mit Heckeinstieg             |
| 1905 | Type X      | 2        | 10/12         | 178           | Runabout                             |
| 1905 | Type XI     | 4        | 16/20         | 244           | Tonneau mit seitlichem Einstieg      |
| 1906 | Type X      | 2        | 12            | 193           | Runabout                             |
| 1906 | Type XII    | 4        | 24            | 254           | Tourenwagen, Limousine               |
| 1907 | Type XII    | 4        | 24            | 254           | Limousine, Landaulet                 |
| 1907 | Type XIV    | 4        | 30            | 277           | Tourenwagen                          |
| 1907 | Type XV     | 2        | 12            | 204           | Runabout                             |
| 1908 | Type XII    | 6        | 60            | 325           | Limousine 10- und 16-sitzig          |
| 1908 | Type XIV    | 4        | 30            | 284           | Tourenwagen, Limousine, Roadster     |
| 1908 | Type XV     | 2        | 12            | 204           | Roadster                             |
| 1910 | Type XXII   | 4        | 26/30         | 259           | Tourenwagen                          |
| 1911 | Type XXIV   | 4        | 30            | 297           | Tourenwagen, Tourenwagen 4-türig     |
| 1912 | Type XXIV-B | 4        | 30            | 297           | Tourenwagen, Tourenwagen 4-türig     |

Quelle:

## Pkw-Produktionszahlen
| Jahr  | Produktionszahl |
| ----- | --------------- |
| 1901  | 163             |
| 1902  | 197             |
| 1903  | 217             |
| 1904  | 523             |
| 1905  | 627             |
| 1906  | 713             |
| 1907  | 823             |
| 1908  | 523             |
| 1909  | 673             |
| 1910  | 715             |
| 1911  | 613             |
| Summe | 5787            |

Quelle: